# Prolebias
Prolebias è un genere di pesci ossei estinti, appartenenti ai ciprinodontiformi. Visse tra l'Oligocene inferiore e il Miocene medio (circa 33 – 15 milioni di anni fa) e i suoi resti fossili sono stati ritrovati in Europa. 

## Descrizione
Questo pesce era di piccole dimensioni, e solitamente non superava i 5 centimetri di lunghezza. Il corpo era compresso lateralmente, mentre la testa era corta e alta. Gli occhi erano grandi e la bocca era piccola. La pinna dorsale era piccola e posizionata nella parte posteriore del corpo, ed era sostanzialmente opposta alla pinna anale, notevolmente più grande. La pinna caudale era arrotondata e non biforcuta. 

## Classificazione
Il genere Prolebias venne descritto per la prima volta nel 1874 da Sauvage, sulla base di resti fossili ritrovati in Francia in terreni dell'Oligocene inferiore; la specie tipo, P. stenoura, è stata rinvenuta in numerosi esemplari nella località di Puy-de-Dôme in Alvernia. Un'altra specie ben nota, P. rhenanus, è stata ritrovata in Germania, sempre in terreni dell'Oligocene inferiore. Dal giacimento miocenico di Oeningen in Germania proviene invece la specie P. perpusillus, originariamente descritta da Louis Agassiz come Umbra perpusilla. Al genere Prolebias, in passato, è stata attribuita anche la ben nota specie P. cephalotes, attualmente considerata appartenere al genere Paralebias. 
Prolebias è un rappresentante dei ciprinodontiformi, un gruppo di pesci ossei di piccole dimensioni, attualmente rappresentati da numerose forme che vivono principalmente in ambienti di acqua dolce. In particolare, Prolebias fa parte della famiglia Valenciidae.

## Paleobiologia
Prolebias era un pesce d'acqua dolce che si cibava di piccole particelle di cibo. Sembra che la specie P. stenoura abitasse laghi con una condizione esclusivamente dulciacquicola, mentre P. rhenanus viveva in acque salmastre, con una salinità molto variabile (Frey et al., 2016). 